# پادشاه یه‌جونگ
پادشاه یه‌جونگ (زاده ۱۰۷۹) (حکومت ۱۱۰۵ - ۱۱۲۲) شانزدهمین پادشاه گوریو بود. او پسر سوکجونگ بود. او از سال ۱۱۰۵ تا سال ۱۱۲۲ به عنوان پادشاه گوریو حکومت کرد.